# UFC Fight Night: Bisping vs. Le
UFC Fight Night: Bisping vs. Le（ユーエフシー・ファイトナイト：ビスピン・バーサス・リー、別名UFC Fight Night 48）は、アメリカ合衆国の総合格闘技団体「UFC」の大会の一つ。2014年8月23日、中国マカオのコタイ・アリーナで開催された。

## 大会概要
本大会ではマイケル・ビスピンとカン・リーによるミドル級ワンマッチが組まれた。
ミドル級キング・オブ・パンクラシスト安西信昌、キャリア10戦全勝のアルベルト・ミナ、6戦無敗のブレンダン・オライリー、5戦全勝のコルビー・コヴィントンがUFCデビュー。

### カード変更
負傷などによるカードの変更は以下の通り。
- シェルドン・ウェストコット → 安西信昌（第5試合）

- ヘクター・ロンバード → タイロン・ウッドリー（第9試合）

## 試合結果

### プレリミナリーカード
第1試合 女子バンタム級ワンマッチ 5分3R
○  ミラナ・ドゥディエヴァ vs.  エリザベス・フィリップス ×
3R終了 判定2-1（30-27、28-29、29-28）
第2試合 バンタム級ワンマッチ 5分3R
○  ロイストン・ウィー vs.  ヤオ・ズィクイ ×
3R終了 判定2-1（29-28、27-30、29-28）
第3試合 ウェルター級ワンマッチ 5分3R
○  コルビー・コヴィントン vs.  ワン・アンイン ×
1R 1:06 ギブアップ（パウンド）
第4試合 バンタム級ワンマッチ 5分3R
○  佐々木佑太 vs.  ローランド・デローム ×
1R 1:06 リアネイキドチョーク
第5試合 ウェルター級ワンマッチ 5分3R
○  アルベルト・ミナ vs.  安西信昌 ×
1R 4:17 TKO（右アッパー→パウンド）
第6試合 ウェルター級ワンマッチ 5分3R
○  ワン・サイ vs.  ダニー・ミッチェル ×
3R終了 判定3-0（29-28、29-28、29-28）

### メインカード
第7試合 TUF Chinaフェザー級トーナメント 決勝 5分3R
○  ニン・グァンユー vs.  ヤン・ジアンピン ×
3R終了 判定3-0（29-28、29-28、29-28）
※ニンがトーナメント優勝。
第8試合 ライト級ワンマッチ 5分3R
○  ジャン・リーペン vs.  ブレンダン・オライリー ×
3R終了 判定3-0（29-28、30-27、30-27）
第9試合 ウェルター級ワンマッチ 5分3R
○  タイロン・ウッドリー vs.  キム・ドンヒョン ×
1R 1:01 TKO（右フック→パウンド）
第10試合 ミドル級ワンマッチ 5分5R
○  マイケル・ビスピン vs.  カン・リー ×
4R 0:57 TKO（膝蹴り→パウンド）

### 各賞
ファイト・オブ・ザ・ナイト： 該当者なし
パフォーマンス・オブ・ザ・ナイト： マイケル・ビスピン、タイロン・ウッドリー、アルベルト・ミナ、佐々木佑太
各選手にはボーナスとして5万ドルが支給された。